# Учили
Учили (тат. Өчиле) — деревня в Арском районе Татарстана. Входит в состав Новокырлайского сельского поселения. Здесь провёл некоторую часть детства татарский поэт Габдулла Тукай.

## География
Село расположено на реке Верезинка, в 13 км к северу от районного центра − города Арска.

## Достопримечательности
Здание мечети(Объект культурного наследия народов Российской Федерации № 1600276000. Постановление Совета Министров Татарской ССР № 591 от 30.10.1959).